# Maomé I Almostancir
Abu Abedalá Maomé Almostancir ibne Iáia (em árabe: أبو عبد الله محمد المستنصر إبن يحيى; romaniz.: Abu Abd Allah Muhammad al-Mustansir ibn Yahya), conhecido como Maomé I Almostancir, foi o segundo líder do Reino Haféssida na Ifríquia e primeiro a reclamar o título califal. Almostancir concluiu acordo de paz com a Oitava Cruzada lançada pelo rei Luís IX (r. 1226–1270) em 1270. Maomé foi vassalo do Reino da Sicília, mas deixou de sê-lo quando o rei Manfredo (r. 1258–1266) foi derrubado por Carlos I (r. 1246–1285).

## História
Abu Abedalá Maomé Almostancir era filho de Abu Zacaria Iáia (r. 1228–1249), o fundador do Reino Haféssida na Ifríquia. Por ser o herdeiro presuntivo, com a morte do pai sucedeu-o sem dificuldades. Em 1253, adotou o título califal de Almostancir Bilá. Conseguiu importantes vitórias diplomáticas na Hispânia, no Império Merínida (atual Marrocos), Império Aiúbida (atual Egito) e Hejaz (na Arábia). Foi vítima de algumas conspirações e rebeliões, frequentemente iniciadas ou apoiadas por árabes, mas elas não comprometeram seu reinado. Uma delas foi iniciada por seu próprio irmão Abu Ixaque em 1253, quando incita árabes dauauidas contra ele. Quando o golpe fracassa, Abu Ixaque abandona a Ifríquia e consegue refúgio na corte do Reino Nacérida de Granada.
Em seu reinado, o maí Cadai (r. 1248–1277) enviou embaixada ao Reino Haféssida e entre os presentes que enviou ao califa estava uma girafa  — "animal de forma estranha e disparatada", como citou ibne Caldune. Em 1260, executou o chefe de sua chancelaria, o escrito andalusino ibne Alabar. Manteve boas relações com a cristandade, mas sofreu alguns revezes quando a Oitava Cruzada do rei Luís IX (r. 1226–1270) dirigiu-se contra a Ifríquia. Com a morte de Luís próximo a Túnis em 25 de agosto de 1270, os cruzados fizeram acordo de paz em setembro e partiram. Quando Maomé faleceu em 1277, foi sucedido com sucesso pelo filho Iáia II (r. 1277–1279). Apesar disso, inicia no Reino Haféssida um período de distúrbio político que seria superado apenas em 1318.